# فرودگاه مهامن
فرودگاه مهامن (به انگلیسی: Mehamn Airport) (به زبان بومی: Mehamn Lufthavn) یک فرودگاه همگانی با کد یاتا MEH است که یک باند فرود آسفالت دارد و طول باند آن ۸۰۰ متر است. این فرودگاه در کشور نروژ قرار دارد و در ارتفاع ۱۳ متری از سطح دریا واقع شده‌است.

## شرکت‌های هواپیمایی و مقصدهای پروازی
| شرکت‌های هواپیمایی | مقصدهای پروازی                                                                   |
| ----------------- | -------------------------------------------------------------------------------- |
| ویدروئه           | آلتا، برلواگ، بتسفیورد، هامرفست، هنینگسواگ والان، کرکنس، سورکیوسن، ترومسا، وادسو |